# 桂林市桂电中学
桂林市桂电中学（原名：桂林电子科技大学附属中学）创建于1972年，是一所位于广西壮族自治区桂林市七星区的私立中学，隶属于桂林电子科技大学。